# Mychajliwka (rejon tulczyński)
Mychajliwka (ukr. Михайлівка) – wieś na Ukrainie, w obwodzie winnickim, w rejonie tulczyńskim, w hromadzie Tulczyn. W 2001 liczyła 764 mieszkańców, spośród których 748 wskazało jako ojczysty język ukraiński, 14 rosyjski, a 2 mołdawski.